# Piekoszów
Piekoszów é um município no sudeste da Polônia. Pertence à voivodia da Santa Cruz, no condado de Kielce. É a sede da comuna urbano-rural de Piekoszów.
Estende-se por uma área de 8,5 km², com 2 976 habitantes, segundo o censo de 31 de dezembro de 2024, com uma densidade populacional de 352 hab./km².
Nos anos 1975–1998, a aldeia pertenceu administrativamente à voivodia de Kielce.
Piekoszów é o ponto de partida da trilha turística negra que leva a Zgórskie Góry e da ciclovia azul que passa pelas aldeias vizinhas.
A linha férrea n.º 61 Kielce — Fosowskie atravessa a cidade. Perto da cidade estão as paradas de passageiros Piekoszów e Piekoszów Łaziska. O acesso a Kielce é fornecido pelos ônibus de transporte público n.º 18 e 28.
O Combinat Hortícola Kielce em Piekoszów perto de Kielce e a Fazenda Agrícola Estatal Piekoszów operavam na cidade.

## Divisão administrativa
| Nome       | Tipo            |
| ---------- | --------------- |
| Stara Wola | parte da cidade |

## História

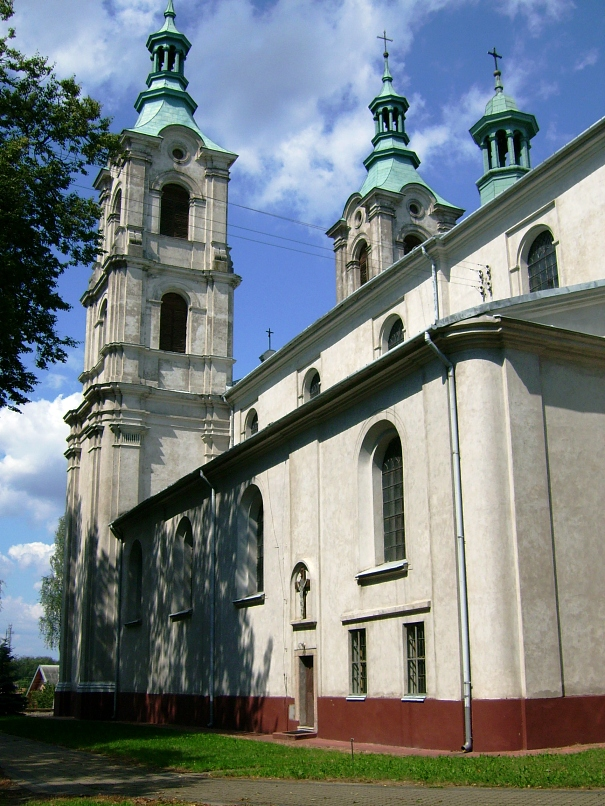
Santuário de Piekoszów (2012)

A análise dos documentos relativos ao óbolo de São Pedro mostra que Piekoszów já existia em 1337 e era uma paróquia habitada por 240 pessoas. Em 1366, deve ter existido uma igreja feita de pedra e tijolos em homenagem a São Tiago, Apóstolo. O templo foi demolido em 1879 (ficava entre a atual igreja e o presbitério). Em 1423, Piekoszów foi chamada Pąkossów, em 1511, Pyckoschów, em 1521, Pyakoschów, e a partir de 1694 em seu nome atual. No século XVI, havia uma escola paroquial em Piekoszów. A aldeia, localizada no condado de Chęciny, da voivodia de Sandomierz, pertenceu a Tarłów no século XVI. Em 1705, uma pintura famosa pelas graças da Mãe de Deus com o Menino chegou aqui. O antigo templo, decadente, criava um perigo gravíssimo para os peregrinos. A nova igreja, construída com dificuldades desde 1807, foi consagrada em 2 de junho de 1884 pelo bispo Antoni Sotkiewicz de Sandomierz.
Em 28 de agosto de 1944, a 2ª Brigada do Exército Popular da Terra de Kielce “Świt” atacou a guarnição que protegia os trilhos da ferrovia. Várias dezenas de nazistas foram mortos.
Durante a ocupação alemã, a família Walczyński que vivia na aldeia ajudou Mojżesz Majer, Judka Baum, Dawid e Judka Bekierman e Mojżesz Pozycki. Em 2012, o Instituto Yad Vashem decidiu conceder a Józef e Marianna Walczyński o título de Justos entre as Nações.

## Obtenção do estatuto de cidade (2023)
O Conselho de cidade de Piekoszów, na sessão de 30 de junho de 2020, adotou uma resolução sobre a realização de um procedimento destinado a conceder a Piekoszów o estatuto de cidade. Doze vereadores votaram a favor e 2 se abstiveram. Ninguém foi contra. Em 24 de setembro de 2020, foi emitida uma resolução sobre a realização de consultas. O prazo original para a consulta pública sobre o estatuto da cidade (19 de outubro de 2020 a 30 de novembro de 2020) foi adiada para 15 de abril a 31 de maio de 2021 e, finalmente, para 4 a 31 de maio de 2021. Participaram das consultas 3 212 pessoas (25% dos eleitores aptos), das quais 2 267 foram a favor da concessão do estatuto de cidade (70,6% dos eleitores), 711 pessoas foram contra (22,1% dos eleitores) e 208 pessoas (6,5% dos votantes) se abstiveram e 26 votos nulos foram expressos (0,8%). Durante a sessão de 8 de março de 2022, com base nos resultados da consulta pública em 2021, o Conselho Municipal de Piekoszów aprovou uma resolução para solicitar o estatuto de cidade de Piekoszów. Em 1 de janeiro de 2023, essa condição foi concedida.

## Demografia
Conforme os dados do Escritório Central de Estatística da Polônia (GUS) de 31 de dezembro de 2024, Piekoszów é uma cidade muito pequena com uma população de 2 976 habitantes (22.º lugar na voivodia de Santa Cruz e 730.º lugar na Polônia), tem uma área de 8,5 km² (29.º lugar na voivodia de Santa Cruz e 686.º lugar na Polônia) e uma densidade populacional de 352 hab./km² (23.º lugar na voivodia de Santa Cruz e 695.º lugar na Polônia). Entre 2002–2024, o número de habitantes aumentou 15,8%.
Os habitantes de Piekoszów constituem cerca de 1,41% da população do condado de Kielce, constituindo 0,26% da população da voivodia de Santa Cruz.
| Descrição                         | Total      | Total   | Mulheres   | Mulheres | Homens     | Homens  |
| --------------------------------- | ---------- | ------- | ---------- | -------- | ---------- | ------- |
| unidade                           | habitantes | %       | habitantes | %        | habitantes | %       |
| população                         | 2 976      | 100     | 1 549      | 52,0     | 1 427      | 48,0    |
| área                              | 8,5 km²    | 8,5 km² | 8,5 km²    | 8,5 km²  | 8,5 km²    | 8,5 km² |
| densidade populacional (hab./km²) | 352        | 352     | 183        | 183      | 169        | 169     |

## Monumentos históricos

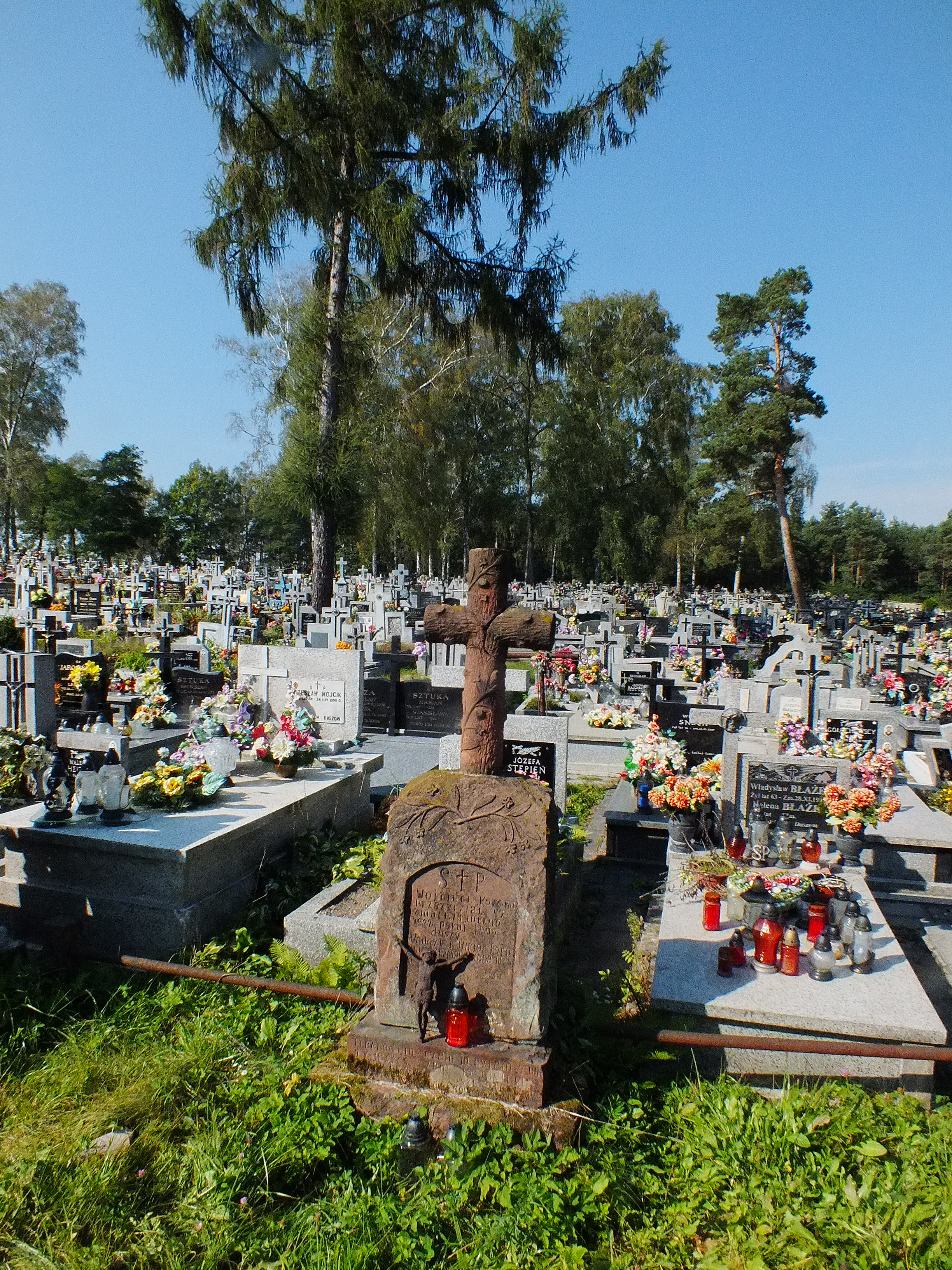
Cemitério paroquial em Piekoszów (2014)

- Santuário em Piekoszów com uma pintura milagrosa do século XVII de Maria com o Menino Jesus.[21] No século XIV, Piekoszów pertencia à família Odrowąż, cujos esforços permitiram a construção da primeira igreja de São Tiago, Apóstolo. A atual igreja de três naves da Natividade da Bem-Aventurada Virgem Maria foi construída no século XIX.[22]
- Cemitério paroquial.[22]

## Natureza
- Pedreira de Stokówka (Gałęzice) — um dos poucos locais da região onde se pode praticar escalada em rocha. Existem mais de 70 vias de escalada,[23] a maioria das quais com estações completas de amarração e descida. A altura das paredes (para as arquibancadas) varia de 12 m a 15 m, o comprimento das vias é de 8 a 15 m e sua cotação varia de III a VI.5. Existem numerosos veios de calcita nas rochas calcárias de Stokówka.[24]
- Reserva natural de “Moczydło” — uma montanha (317 m acima do nível do mar) localizada em Jaworznia. Abaixo dela correm as galerias de uma antiga mina polonesa de minério de chumbo contendo prata chamada galena. É atravessada por numerosas escavações. Antigos aditamentos, afloramentos rochosos e interessantes fenômenos de mineralização podem ser encontrados aqui. É uma reserva natural inanimada com uma área de 16,21 hectares. Foi criada para preservar, para fins científicos e didáticos, afloramentos e exposições de rochas, dentro das quais foram preservados numerosos e excepcionalmente bem preservados vestígios de mineração histórica de minério. (317 m acima do nível do mar)[25]
- Reserva natural de “Góra Miedzianka” (Zajączków) — a maior elevação da cordilheira Chęciny. É coroada por três picos rochosos, localizados a várias dezenas de metros uns dos outros (365 m a oeste, 353 m no centro e 349 m a leste acima do nível do mar). No interior, existem galerias de antigas minas de cobre e cavernas naturais. O comprimento total de todos os corredores é de cerca de 5 km.[26]